# Kraszów
Kraszów – wieś w Polsce, położona w województwie dolnośląskim, w powiecie oleśnickim, w gminie Międzybórz.
W latach 1975–1998 wieś administracyjnie należała do województwa kaliskiego.

## Nazwa
W księdze łacińskiej Liber fundationis episcopatus Vratislaviensis (pol. Księga uposażeń biskupstwa wrocławskiego) spisanej za czasów biskupa Henryka z Wierzbna w latach 1295–1305 miejscowość wymieniona jest w zlatynizowanej formie Crassow.

## Integralne części wsi
| 0203631 | Gawrony   | przysiółek |
| 0203625 | Wiewiórka | część wsi  |

## Zabytki
- dwór